# Canal Street (linea IRT Broadway-Seventh Avenue)
Canal Street è una fermata della metropolitana di New York situata sulla linea IRT Broadway-Seventh Avenue. Nel 2019 è stata utilizzata da 1 984 827 passeggeri. È servita dalla linea 1 sempre e dalla linea 2 solo di notte.

## Storia
La stazione fu aperta il 1º luglio 1918. Venne ristrutturata nel 1992.

## Strutture e impianti
La stazione è sotterranea, ha due banchine laterali e quattro binari, i due esterni per i treni locali e i due interni per quelli espressi. È posta al di sotto di Varick Street e non ha un mezzanino, ognuna delle due banchine ospita infatti un gruppo di tornelli con due scale per il piano stradale che portano al lato nord dell'incrocio con Canal Street.

## Interscambi
La stazione è servita da alcune autolinee gestite da NYCT Bus.
- Fermata autobus